# Zygodon obtusifolius
Zygodon obtusifolius là một loài Rêu trong họ Orthotrichaceae. Loài này được Hook. miêu tả khoa học đầu tiên năm 1819.